# SARON
SARON (Swiss Average Rate Overnight) es el índice medio de referencia por el tipo de interés en el mercado interbancario del franco suizo. Fue lanzado por el Banco Nacional Suizo (SNB) en cooperación con SIX Swiss Exchange. El tipo de referencia se basa en datos del mercado interbancario proporcionada por Eurex Zurich Ltd.